# День ракетних військ і артилерії (Україна)
День ракетних військ і артилерії — свято України, що відзначається щорічно 4 грудня на честь українських ракетних військ та артилерії. 
Святкування Дня ракетних військ і артилерії відзначає важливу роль сучасних українських ракетних військ та артилерії у справі захисту української держави та співпадає з днем святої Варвари, покровительки артилеристів.

## Історія

### Радянський період
В СРСР свято «День ракетних військ і артилерії» відзначалося 19 листопада. Воно було встановлено Указом Президії Верховної Ради СРСР від 17 листопада 1964 р. N 3027-VI "Щодо святкування «Дня ракетних військ і артилерії». Дата зумовлена початком цього дня у 1943 році з потужної артпідготовки операції "Уран", яка позначала радянський контрнаступ у Сталінградській битві. У зв'язку з розпадом СРСР, Російська Федерація стала правонаступником СРСР і свята 19 листопада. В Україні, яка не була правонаступником СРСР щодо зазначеного свята, «День ракетних військ і артилерії» офіційно не відзначався з 1991 року.

### В Україні
Свято було встановлено Указом Президента України «Про День ракетних військ і артилерії» від 31 жовтня 1997 р.
Дата свята 3 листопада присвячена початку операції зі звільнення Києва у 1943 році.
3 листопада 1943 року радянська артилерія під час битві за Дніпро в складних умовах забезпечила прорив сильно укріпленої оборони німців північніше Києва військами 38-ї армії (командувач армії — К. С. Москаленко, командувач артилерії армії — В. М. Ліхачов). Особливостями бойових дій артилерії в цій операції було приховане перегрупування основної кількості артилерії з Букринського та Лютежський плацдарм, рішуче масування артилерії (оперативна щільність — до 450 гармат на 1 км фронту, тактична щільність — до 530 гармат на 1 км фронту для створення вогневого валу), значний відсоток викриття об'єктів противника артилерійською та повітряною розвідками (викрито 433 цілі), якісне планування артилерійського вогню (завчасно було побудовано графік артилерійського наступу, підготовлено особливий вогневий вал, а під час бою у глибині оборони противника сплановано біля 30 ділянок вогню розміром від 16 до 50 га, до ураження кожної з яких залучалось від 50 до 250 гармат). Підготовку та проведення операції ускладнювали відсутність всіх необхідних запасів боєприпасів, пального та тягачів для артилерії.
Визначною особливістю наступальної операції стало застосування артилерії на ділянці прориву 51-го стрілецького корпусу 38-ї армії. В смузі наступу, вздовж шосе Лютіж — Київ, противник завчасно підготував на відкритій місцевості глибоку оборону траншейного типу, що обумовило необхідність постійного вогневого впливу на нього. Для виконання цього завдання було вперше застосовано, що не став звичним для радянських військ у роки війни, спосіб  артилерійської підтримки атаки «вогневий вал», а новий спосіб   — одночасний артилерійський вогонь по декількох рубежах з їх поступовим переміщенням в глибину (подібний сучасному способу ведення вогню «рухома вогнева зона»). За архівними даними, під час його організації використовувались правила побудови рухомого загороджувального вогню, але у зворотному напрямку.
Вогонь 3 листопада 1943 року вівся протягом 40 хвилин по 9 рубежах на загальну глибину до 2 км, причому одночасно — по чотирьох рубежах з дев'яти. Таким чином, перед атакуючою піхотою та танками була створена зона суцільного вогню глибиною до 800 м та шириною декілька кілометрів, яка переміщувалась перед наступаючими. Це дозволило виключити будь-який опір противника та забезпечило успіх всієї наступальної операції.
В подальшому такий спосіб ведення вогню в боях більше не застосовувався, а щільність артилерії (біля 530 гармат, мінометів та РСЗВ на 1 км фронту) на ділянці прориву виявилася найбільшою за всі роки Німецько-радянської війни.
За успішне проведення Київської наступальної операції наказом Верховного Головнокомандувача № 37 від 6 листопада 1943 року 24 артилерійських з'єднання та частини отримали почесне найменування «Київські».
З 2024 року свято щорічно відзначається 4 грудня.